# Molophilus (Molophilus) kokodanus
Molophilus (Molophilus) kokodanus is een tweevleugelige uit de familie steltmuggen (Limoniidae). De soort komt voor in het Australaziatisch gebied.